# Bruce Fordyce
Bruce Fordyce (Hong Kong, 3 de dezembro de 1955) é um maratonista e ultramaratonista sul-africano. Ele é mais conhecido por ser o recordista de número de vitórias da ultramaratona Comrades onde ele foi venceu nove vezes, sendo que oito vitórias foram consecutivas. Ele também venceu a ultramaratona "London to Brighton" em três anos consecutvos. Ele é o atual detentor do recorde mundial das 50 milhas e o ex-recordista mundial dos 100 km.

## Início da vida e da educação
Nascido em Hong Kong, a família de Fordyce se mudou para Joanesburgo, quando ele tinha 13 anos de idade. Ele completou a sua carreira escolar em "Woodmead High School" e posteriormente estudou na Universidade de "Witwatersrand", onde obteve seu diploma de Bacharel em Artes em 1977 e Bacharel em Artes com Honras em 1979. Durante esse tempo ele também era um membro do "Conselho Representativo de Estudantes" da universidade, bem como um membro do comitê da "Wits Athletic Club".

## Ultramaratona Comrades
Em 1977, quando Fordyce competiu pela primeira vez na ultramaratona Comrades foi 43º colocado de um total de 1.678 corredores, depois foi 14º em 1978, 3º em 1979, 2º em 1980, e depois foi vencedor oito anos consecutivos de 1981 até 1988, ele venceu novamente em 1990. Nenhum outro corredor na história da "Comrades" conseguiu esta façanha. Fordyce também deteve o recorde de tempo da Comrades nos dois sentidos, em 1986 Fordyce fez o tempo recorde de descida "down" (Pietermaritzburg a Durban)em 5h24m07s que durou por 21 anos, até que foi quebrado em 2007 pelo russo Leonid Shvetsov com o tempo de 5h20m49s e em 1988 Fordyce fez o tempo recorde de subida "up" (Durban a Pietermaritzburg) em 5h27m42s que durou por 20 anos, até que foi quebrado em 2008 por Leonid Shvetsov com o tempo de 5h24m49s.
| Ano  | Colocação | Tempo    | Direção |
| ---- | --------- | -------- | ------- |
| 1977 | 43        | 06:45:00 | Subida  |
| 1978 | 14        | 06:11:00 | Descida |
| 1979 | 3         | 05:51:15 | Subida  |
| 1980 | 2         | 05:40:31 | Descida |
| 1981 | 1         | 05:37:28 | Subida  |
| 1982 | 1         | 05:34:22 | Descida |
| 1983 | 1         | 05:30:12 | Subida  |
| 1984 | 1         | 05:27:18 | Descida |
| 1985 | 1         | 05:37:01 | Subida  |
| 1986 | 1         | 05:24:07 | Descida |
| 1987 | 1         | 05:37:01 | Subida  |
| 1988 | 1         | 05:27:42 | Subida  |
| 1990 | 1         | 05:40:25 | Subida  |
| 1991 | 328       | 06:57:02 | Descida |
| 1994 | 19        | 06:01:54 | Subida  |
| 1995 | 2232      | 08:42:48 | Descida |
| 1996 | 329       | 06:59:30 | Subida  |
| 2000 | 2691      | 08:41:11 | Subida  |
| 2001 | 2790      | 08:50:52 | Descida |
| 2002 | 4252      | 09:48:46 | Subida  |
| 2003 | 2784      | 08:53:12 | Descida |
| 2004 | 3088      | 09:26:02 | Subida  |
| 2005 | 2311      | 08:45:20 | Descida |
| 2006 | 3596      | 09:41:11 | Subida  |
| 2007 | 3861      | 09:48:18 | Descida |
| 2008 | 3710      | 10:07:33 | Subida  |
| 2009 | 3818      | 09:48:21 | Descida |
| 2010 | 965       | 07:55:03 | Descida |
| 2011 | 488       | 07:30:31 | Subida  |
| 2012 | 1099      | 08:06:10 | Descida |

Ele completou 30 Comrades, incluindo os notáveis resultados de fazer duas vezes tempos idênticos em 1985 e 1987.
Em 2011 ele deixou de ganhar uma medalha de prata por 31 segundos (finalizando no tempo de 7 horas, 30 minutos e 31 segundos).

## Ultramaratona "London to Brighton"
Fordyce ganhou a ultramaratona "London to Brighton" por 3 anos seguidos (1981, 1982 e 1983).

## Detentor do recorde mundial
Fordyce é o atual detentor do recorde mundial das 50 milhas - marca obtida em 1983 durante a ultramaratona "London to Brighton" – Ele é o ex-recordista mundial dos 100 km que foi obtido em 1989 (ano em que ele pulou a ultramaratona Comrades).

## Ativismo político
Em sua primeira vitória na Comrades em 1981, Fordyce usava uma braçadeira preta para protestar contra as comemorações do 20º aniversário da república apartheid atraindo vaias e até mesmo alguns tomates podres jogados por um corredor próximo. Neste protesto Fordyce afirmou: "foi um dos momentos de maior orgulho da minha vida". Ele brincou dizendo que "ele colocou a palavra 'comrade' (que significa camarada) de volta para a 'Comrades Marathon'".

## Livros, jornalismo e falando em público
Além de ter escrito dois livros sobre a Ultramaratona Comrades, Fordyce também é atualmente (2004), um colunista de esportes para vários jornais e revistas. Ele também é um palestrante motivacional e Diretor-Presidente da "South African Sports Trust".

## Outras homenagens
Em 2004, ele foi eleito o 64º no "Top 100 Great South Africans".
Em 2007, ele recebeu um título honorário de doutorado da Universidade de Witwatersrand.